# أرتشدال
أرتشدال (كارولاينا الشمالية) (بالإنجليزية: Archdale, North Carolina)‏ هي مدينة تقع في الولايات المتحدة في كارولاينا الشمالية.  يقدر عدد سكانها بـ 11,415 نسمة ومساحتها 20.3 كم2  وترتفع عن سطح البحر 265 متر.

## التركيبة السكانية
حدّد مكتب تعداد الولايات المتحدة بيانات التركيبة السكانية لأرتشدال في تعداد الولايات المتحدة. في ما يلي، التركيبة السكانية حسب تعدادي 2000 و2010.

### تعداد عام 2000
بلغ عدد سكان أرتشدال 9,014 نسمة بحسب تعداد عام 2000، وبلغ عدد الأسر 3,743 أسرة وعدد العائلات 2,622 عائلة مقيمة في المدينة. في حين سجلت الكثافة السكانية 396 نسمة لكل كيلومتر مربع (1,025.6/ميل2). وبلغ عدد الوحدات السكنية 3,986 وحدة بمتوسط كثافة قدره 175.1 لكل كيلومتر مربع (453.5/ميل2).
وتوزع التركيب العرقي للمدينة بنسبة 93.20% من البيض و2.75% من الأمريكيين الأفارقة و0.47% من الأمريكيين الأصليين و2.04% من الأمريكيين ذوي الأصول الآسيوية و0.01% من سكان جزر المحيط الهادئ و0.73% من الأعراق الأخرى و0.80% من عرقين مختلطين أو أكثر و1.81% من الهسبانيون أو اللاتينيون من أي عرق.
بلغ عدد الأسر 3,743 أسرة كانت نسبة 34.1% منها لديها أطفال تحت سن الثامنة عشر تعيش معهم، وبلغت نسبة الأزواج القاطنين مع بعضهم البعض 56.8% من أصل المجموع الكلي للأسر، ونسبة 9.7% من الأسر كان لديها معيلات من الإناث دون وجود شريك،  بينما كانت نسبة 3.6% من الأسر لديها معيلون من الذكور دون وجود شريكة وكانت نسبة 29.9% من غير العائلات. تألفت نسبة 26.2% من أصل جميع الأسر من عدة أفراد يعيشون في نفس المنزل ونسبة 8.3% كانت تتألف من شخص يعيش بمفرده يبلغ من العمر 65 عاماً أو أكثر. وبلغ متوسط حجم الأسرة المعيشية 2.38، أما متوسط حجم العائلات فبلغ 2.87.
بلغ العمر الوسطي للسكان 36.7 عاماً. وكانت نسبة 23.2% من القاطنين تحت سن الثامنة عشر، وكانت نسبة 8.3% بين الثامنة عشر والرابعة والعشرين عاماً، ونسبة 32.4% كانت واقعةً في الفئة العمرية ما بين الخامسة والعشرين والرابعة والأربعين عاماً، ونسبة 23.4% كانت ما بين الخامسة والأربعين والرابعة والستين، ونسبة 11.7% كانت ضمن فئة الخامسة والستين عاماً فما فوق. يوجد لكل 100 أنثى 94.3 ذكر، ويوجد لكل 100 أنثى في الثامنة عشر من عمرها فما فوق 91.6 ذكر.
بلغ متوسط دخل الأسرة في المدينة 41,693 دولارًا، أما متوسط دخل العائلة فبلغ 50,245 دولارًا. وكان متوسط دخل الذكور 34,449 دولارًا مقابل 24,456 دولارًا للإناث. وسجل دخل الفرد الخاص بالمدينة 20,424 دولارًا. وكانت نسبة 5.3% من العائلات ونسبة 5.7% من السكان تحت خط الفقر، وكان من هؤلاء نسبة 7.5% تحت سن الثامنة عشر ونسبة 7.3% في الخامسة والستين من العمر وما فوق.

### تعداد عام 2010
بلغ عدد سكان أرتشدال 11,415 نسمة بحسب تعداد عام 2010، وبلغ عدد الأسر 4,556 أسرة وعدد العائلات 3,137 عائلة مقيمة في المدينة. في حين سجلت الكثافة السكانية 501.5 نسمة لكل كيلومتر مربع (1,298.9/ميل2). وبلغ عدد الوحدات السكنية 4,916 وحدة بمتوسط كثافة قدره 216 لكل كيلومتر مربع (559.4/ميل2).
وتوزع التركيب العرقي للمدينة بنسبة 87.78% من البيض و4.04% من الأمريكيين الأفارقة و0.55% من الأمريكيين الأصليين و4.79% من الأمريكيين ذوي الأصول الآسيوية و1.43% من الأعراق الأخرى و1.41% من عرقين مختلطين أو أكثر و4.05% من الهسبانيون أو اللاتينيون من أي عرق.
بلغ عدد الأسر 4,556 أسرة كانت نسبة 34.1% منها لديها أطفال تحت سن الثامنة عشر تعيش معهم، وبلغت نسبة الأزواج القاطنين مع بعضهم البعض 52.3% من أصل المجموع الكلي للأسر، ونسبة 12.3% من الأسر كان لديها معيلات من الإناث دون وجود شريك،  بينما كانت نسبة 4.2% من الأسر لديها معيلون من الذكور دون وجود شريكة وكانت نسبة 31.1% من غير العائلات. تألفت نسبة 26.6% من أصل جميع الأسر من عدة أفراد يعيشون في نفس المنزل ونسبة 9.8% كانت تتألف من شخص يعيش بمفرده يبلغ من العمر 65 عاماً أو أكثر. وبلغ متوسط حجم الأسرة المعيشية 2.46، أما متوسط حجم العائلات فبلغ 2.97.
بلغ العمر الوسطي للسكان 40.0 عاماً. وكانت نسبة 23.8% من القاطنين تحت سن الثامنة عشر، وكانت نسبة 7.2% بين الثامنة عشر والرابعة والعشرين عاماً، ونسبة 26.6% كانت واقعةً في الفئة العمرية ما بين الخامسة والعشرين والرابعة والأربعين عاماً، ونسبة 26.8% كانت ما بين الخامسة والأربعين والرابعة والستين، ونسبة 15.6% كانت ضمن فئة الخامسة والستين عاماً فما فوق. وتوزع التركيب الجنسي للسكان بنسبة 47.6% ذكور و52.4% إناث.